# 泊山
泊山（とまりやま、ロシア名：ゴロヴニン火山 влк. Головнина）は、国後島にある火山。ロシア名はロシアの探検家ヴァシーリー・ゴロヴニーンにちなんで命名されている。
安山岩、玄武岩のカルデラの内部に溶岩ドーム、爆裂火口、温泉湖、硫気孔などがある。噴気が見られる。1948年に噴火が確認されている。気象庁による活火山ランクの対象外である。

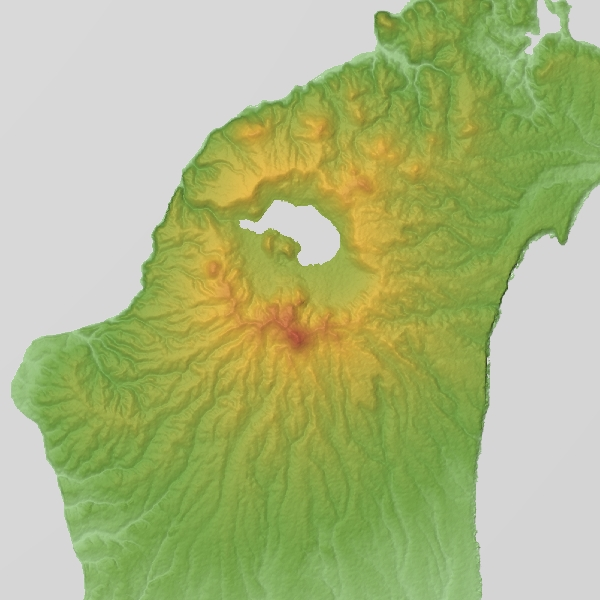
火山体の地形図
泊山から望む一菱内湖。奥に知床半島が見える